# Historische kaarten van Sint Eustatius
Overzicht van bekende historische kaarten van Sint Eustatius uit de achttiende en negentiende eeuw.
Sint Eustatius werd rond 1625 gekoloniseerd door de Zeeuwen. Het eiland werd daarvoor bewoond door de Cariben. Over de precieze jaartallen en naamgevingen voor het eiland zijn de bronnen niet eenduidig (Nieuw Zeeland, Estasia, Sint Anastasia, Sint Eustachio worden genoemd en nog veel meer). Door de strategische ligging werd Sint Eustatius regelmatig aangevallen door andere koloniale machten en het wisselde dan ook regelmatig van vlag. Rond 1780 werd het kleine eiland de belangrijkste transithaven voor de trans-Atlantische slavenhandel van het westelijk halfrond en maakt mede door de vrijhandelsstatus een grote groei door waaraan het haar bijnaam de Golden Rock ontleend. Tussen 1717 en 1816 wisselde Sint Eustatius acht keer van eigenaar tussen Nederland, Engeland en Frankrijk tot het vanaf 1 februari 1816 Nederlands gebied bleef. Behalve het handelen in Afrikaanse slaven, wapens, suiker en andere (voedings)waren, werden er door de kolonisten op Sint Eustatius ook plantages gehouden waarop door Afrikaanse slaven koffie, indigo, sisal, tabak en suiker werd verbouwd. Vanwege hiaten in de koloniale archieven zijn de oude kaarten nog steeds belangrijk bij hedendaags archeologisch en historisch onderzoek. 

## Alexander de Lavaux, 1741

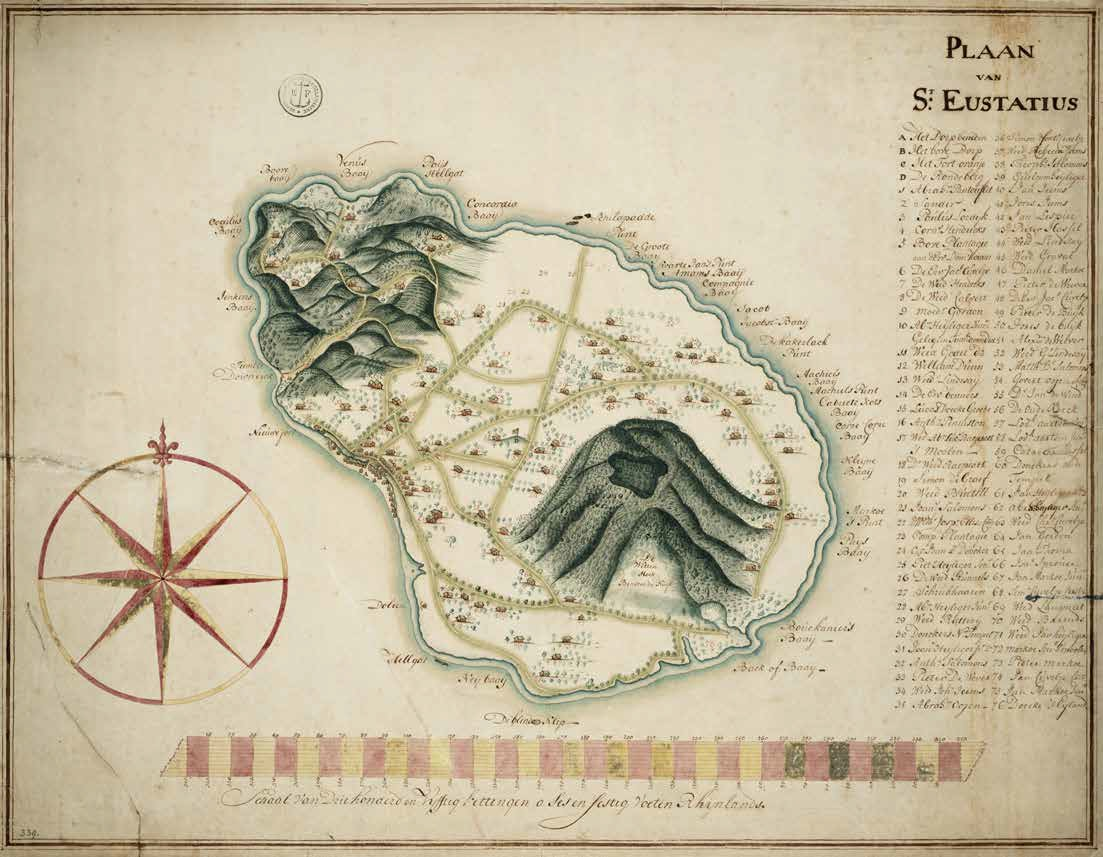
Map of Sint Eustatius by Alexander de Lavaux 1741

- Naam kaart: Plaan van St. Eustatius
- Cartograaf: Alexander de Lavaux
- Jaartal: 1741
- Taal: Nederlands
- Locatie origineel: Den Haag, Nationaal Archief
- Bijzonderheden: getekend en geaquarelleerd

## Reinier Ottens, 1775

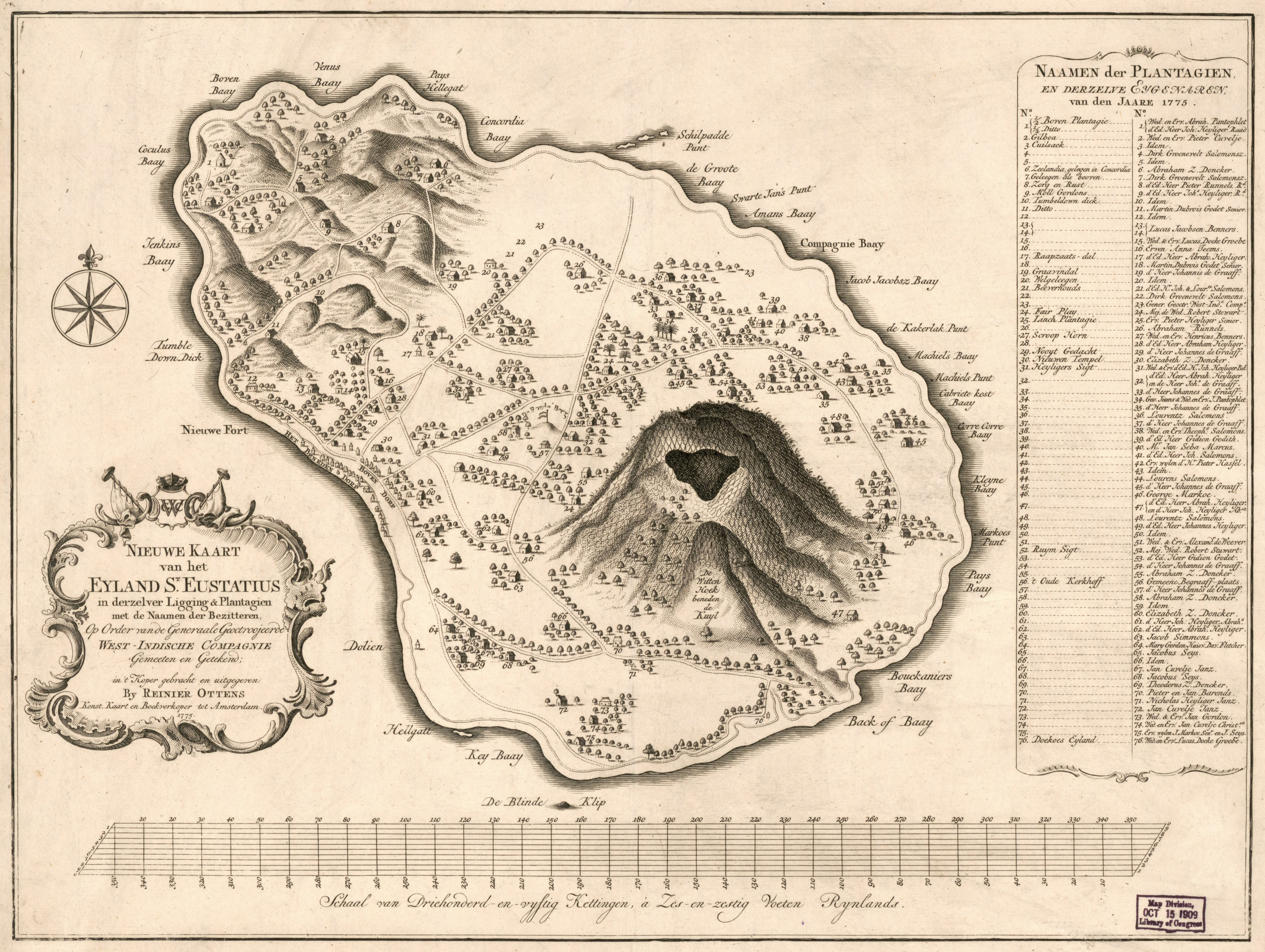
Nieuwe kaart van het eyland St. Eustatius in derzelver ligging & plantagien met de naamen der bezitteren, op order van de generaale geoctroojeerde West-Indische Compagnie gemeeten en getekend. R. Ottens 1775

- Naam kaart: Nieuwe Kaart van het Eyland St. Eustatius in derzelver Ligging & Plantagien met de Naamen der Bezitteren, Op Order van de Generaale Geoctroojeerde West-Indische Compagnie Gemeeten en Getekend
- Cartograaf: Reinier Ottens II (1729-1793)
- Jaartal: 1775
- Taal: Nederlands
- Locatie origineel: Library of Congres en Leiden University, collection Caribbean Maps[2]
- Bijzonderheden: Gedrukte en aangepaste versie van de kaart van De Lavaux, 1741

## P.F. Martin, ca. 1781

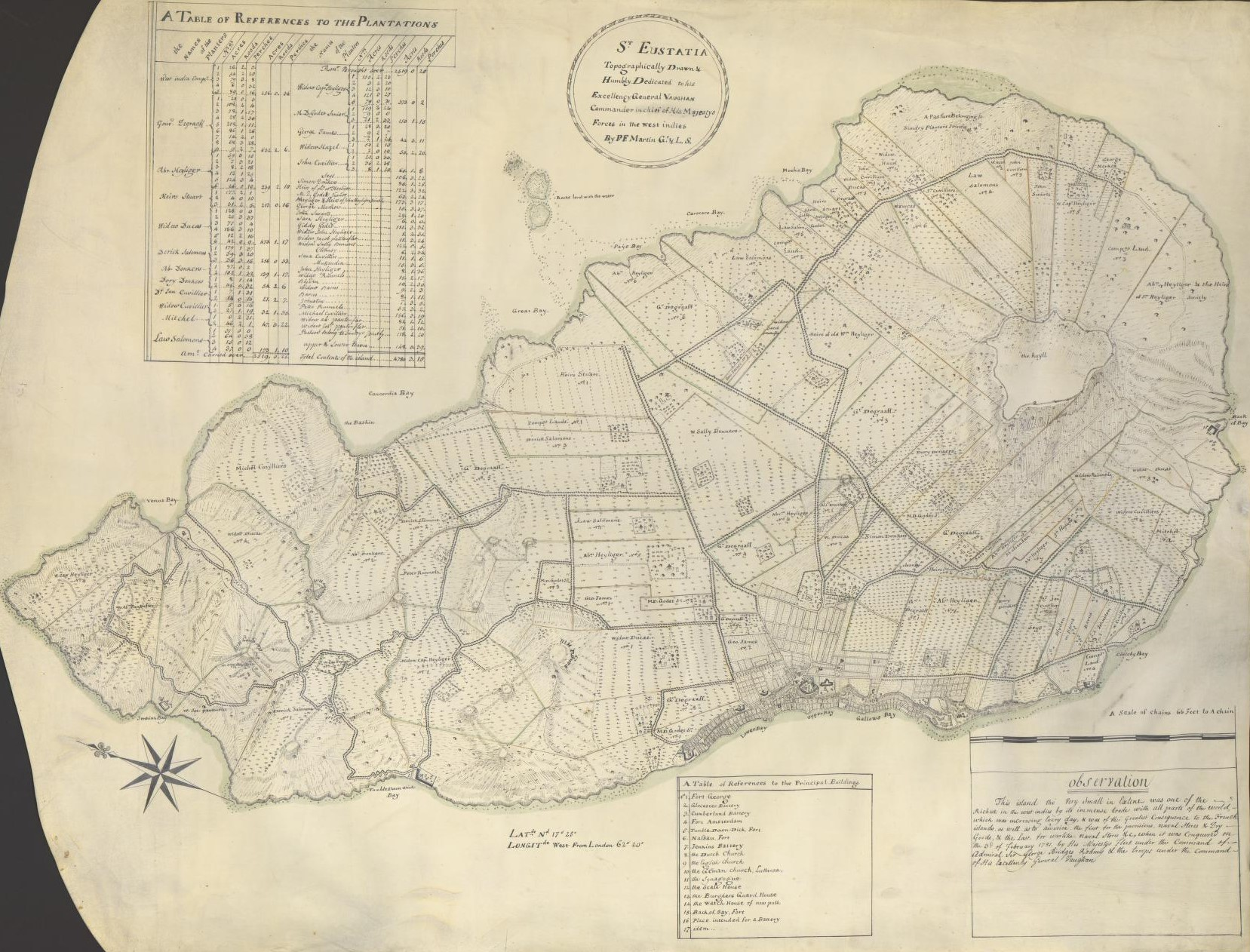
Topographic map of Sint Eustatius, Dutch Caribbean made by P.F. Martin circa 1781

- Naam kaart: St. Eustatia Topographically Drawn & Humbly Dedicated to his Excellency & General Vaughan Commander in chief of His Majestys Forces in the West indies,
- Cartograaf: P.F. Martin
- Jaartal: ca. 1781
- Taal: Engels
- Locatie origineel: William L. Clements Library, University of Michigan (collection George Sackville Germain papers)[3]
- Bijzonderheden: Met legenda 'A Table of References to the Plantations. Additional text presents observations on the island and its trade ("This island tho very small in extent was one of the richest in the west indies by its immense trade with all parts of the world, which was increasing every day, & was of the greatest consequence to the French islands, as well as to america, the first for the provisions, naval stores & dry goods, & the last for warlike, naval stores & c, when it was conquered on the 3rd of February 1781 by His Majestys Fleet under the Command of Admiral Sir George Bridges Rodney & the troops under the command of his Excellency General Vaughan.").

## Nicolas, ca. 1781
- Naam kaart: Plan de l’isle de Saint Eustache
- Cartograaf: Nicolas
- Jaartal: ca. 1781
- Taal: Titel is in het Frans en de toponymie in het Engels
- Locatie origineel: Paris, Bibliothèque Nationale de France[4][5]
- Bijzonderheden: Mention de la baie où les Français ont debarqué en 1781 (épisode de la Guerre d'indépendance américaine). - En haut à dr. : N° 41

## William Faden, 1795

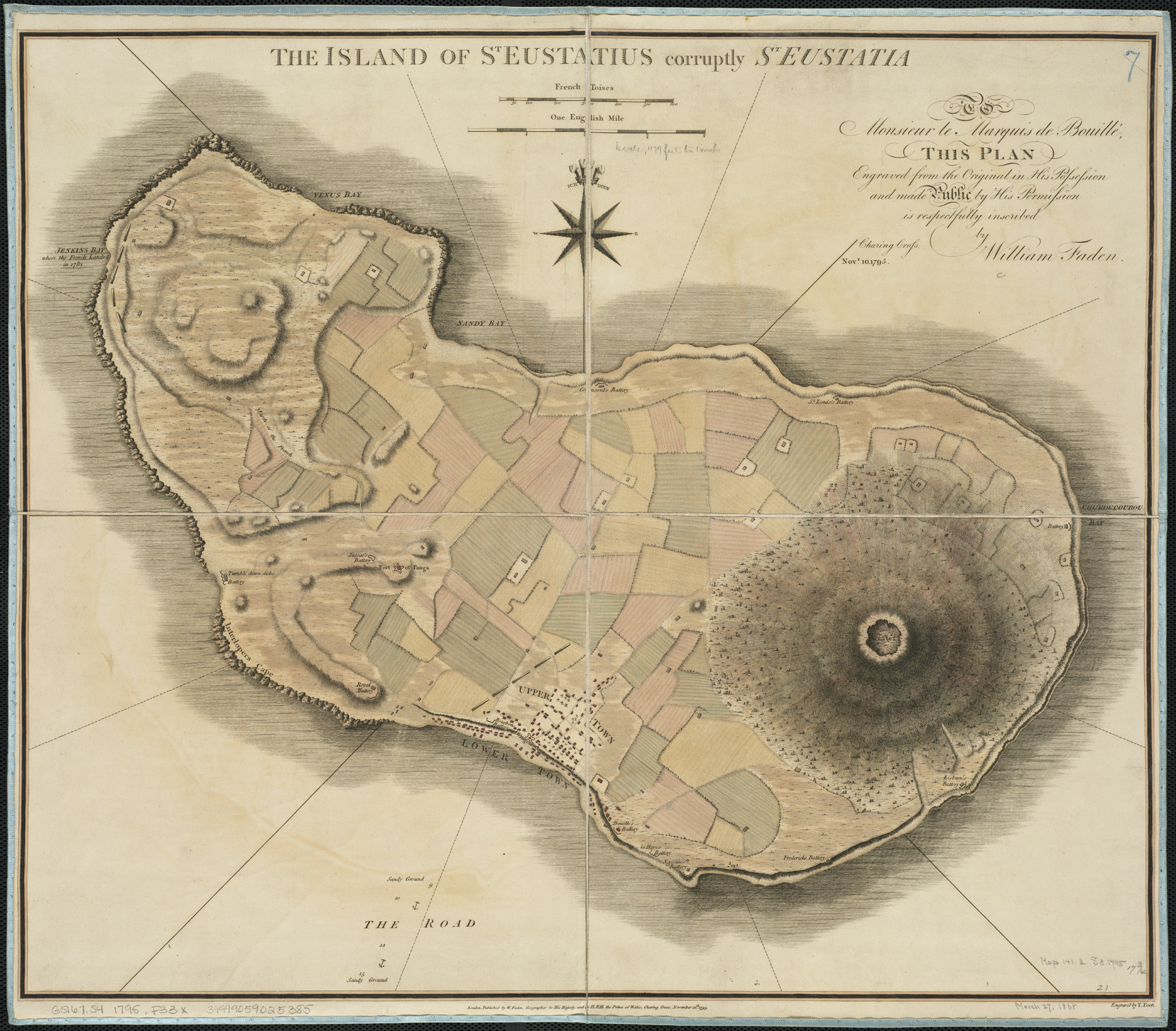
The island of St. Eustatius corruptly St. Eustatia. Willem Faden 1795

- Naam kaart: The island of St. Eustatius corruptly St. Eustatia
- Cartograaf: William Faden (1749-1836)
- Jaartal: 1795
- Taal: Engels
- Locatie origineel: Norman B. Leventhal Map Center Collection, Boston Public Library[6]
- Bijzonderheden: Relief shown by hachures. "To Monsieur le Marquis de Bouille, this plan engraved from the original in His Possession and made public by His Possession is respectfully inscribed by William

## W. Blanken Jzn, na 1812

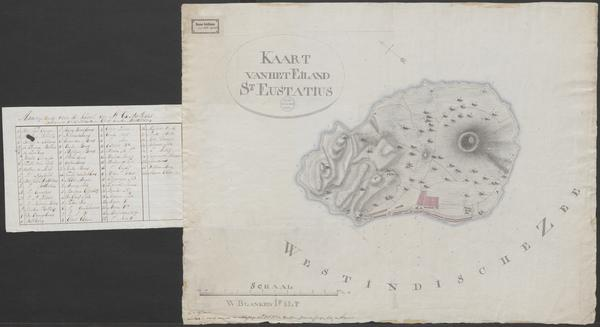
Kaart van het eiland Sint Eustatius. W. Blanken na 1812

- Naam kaart: Kaart van het eiland St. Eustatius
- Cartograaf: W. Blanken Jzn
- Jaartal: Na 1812
- Taal: Nederlands
- Locatie origineel: Leiden University, collectie Caribbean Maps[7]
- Bijzonderheden: Met aangehechte legenda (a-z, aa, 1-34) van forten, baaien en plantages

## Samuel Fahlberg, 1829

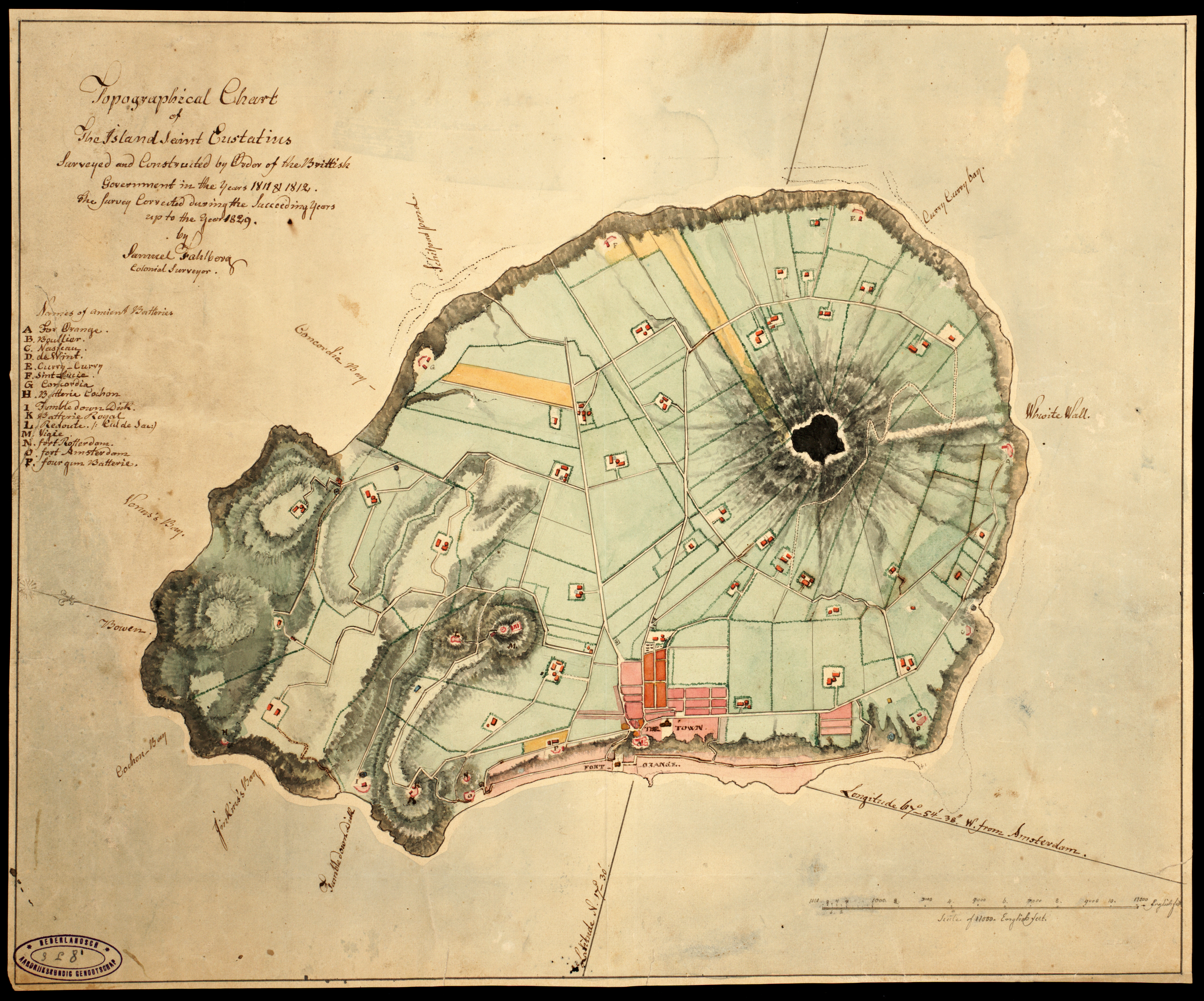
Topographic Map of the Island Sint Eustatius Dutch Caribbean. Samuel Fahlberg 1829

- Naam kaart: Carte Topographique de l'Ille Saint Eustache Relevée & Corrigée par Samuel Fahlberg 1829
- Cartograaf: Samuel Fahlberg (1758-1834)
- Jaartal: 1829
- Taal: Frans
- Locatie origineel: Beeldbank van Allard Pierson, collectie van de Universiteit van Amsterdam[8][9]
- Bijzonderheden:

## A.H. Bisschop Grevelink, 1874
- Naam kaart: Kaart van het eiland Sint Eustatius.
- Cartograaf: A.H. Bisschop Grevelink
- Jaartal: 1874
- Taal: Nederlands
- Locatie origineel: Nationaal Archief Den Haag[10][11]

## Topographische kaart van Sint Eustatius 1915

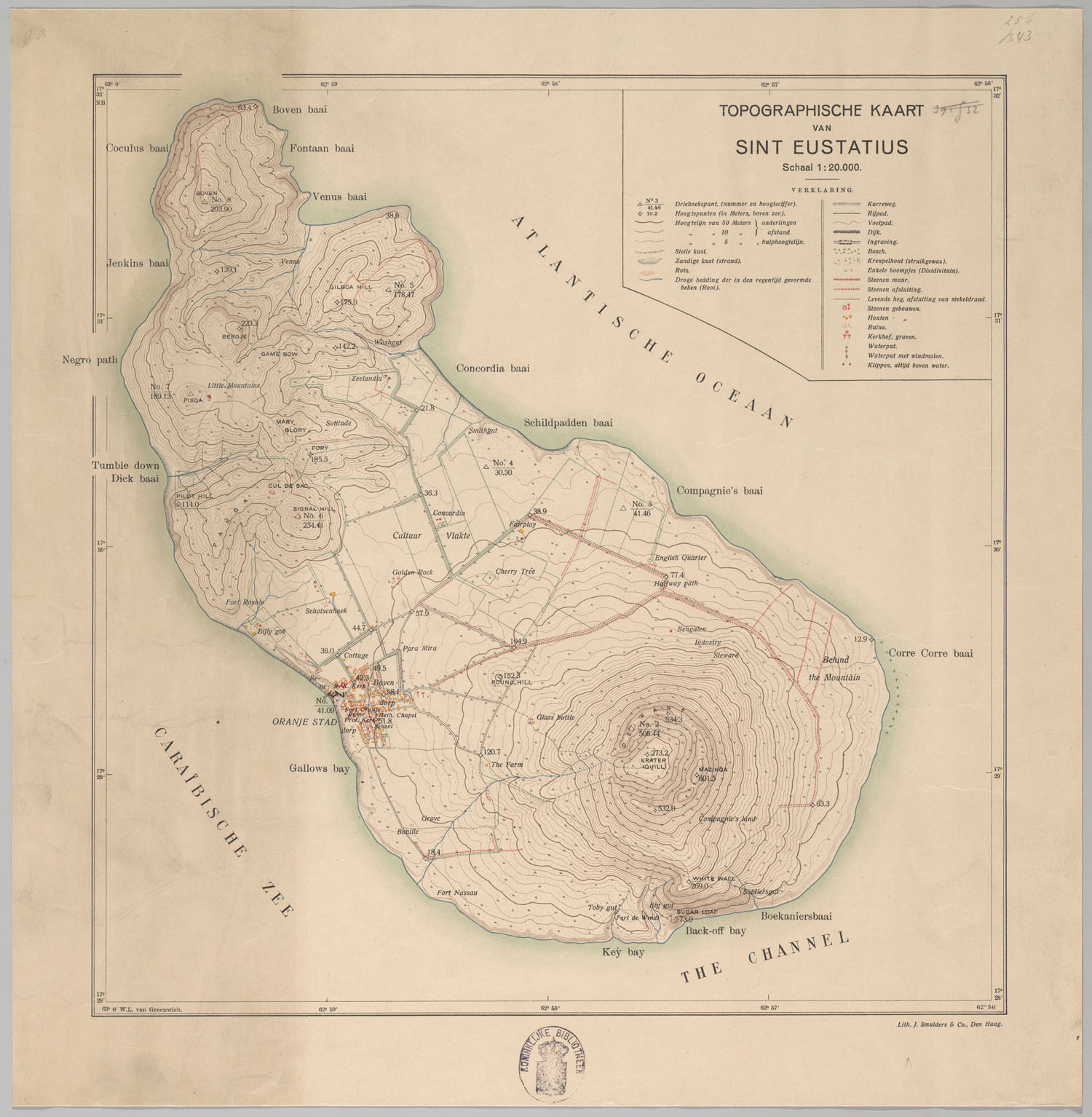
Topographische kaart van Sint Eustatius 1915

- Naam kaart: Topographische kaart van Sint Eustatius
- Cartograaf:
- Jaartal: 1915
- Taal: Nederlands
- Locatie origineel: Koninklijke Bibliotheek, Den Haag, collectie Het Geheugen.[12] Leiden University, collection Caribbean Maps[13]